# هنکاک (ماساچوست)
هنکاک، ماساچوست
هنکاک (به انگلیسی: Hancock) شهرکی در شهرستان برکشایر ایالت ماساچوست می‌باشد که در سال ۱۷۷۶ بنیان‌گذاری شده‌است. این شهرک در سرشماری سال ۲۰۱۰ میلادی، ۷۱۷ نفر جمعیت داشته‌است.